# Harrisonovo cvijeće
Harrisonovo cvijeće (eng. Harrison's Flowers), francuska je ratna drama iz 2000. koju je režirao Elie Chouraqui prema romanu Diable a l'avantage Isabel Ellsen.
Radnja se odvija tijekom opsade Vukovara, usred koje jedna Amerikanka (Andie MacDowell) traži svojega nestaloga supruga, novinara Harrisona, koji je nestao tijekom opsade grada. Film je sniman u SAD-u i Češkoj. Film također prikazuje jednu od ranijih uloga Adriena Brodyja.

## Radnja
New Jersey, listopad 1991. Sarah Lloyd je često usamljena jer je njezin suprug Harrison ratni izvjestitelj koji često putuje svijetom kako bi dokumentirao sukobe o kojima američka javnost malo zna. Kada se Harrison vrati kući, shvati kako zanemaruje svoje dvoje djece, Margaux i Cesar, pa odluči prestati raditi kao fotograf i biti običan novinar za Neewsweek te se brinuti za svoj staklenik s cvijećem, no njegov šef ga odgovori od toga. Tijekom dodjele nagrade Pultzer, kada je nagradu za najbolju fotografiju pobrala slika koja prikazuje prosvjede na Tiananmenskom trgu, Harrison je sreo mladoga i ljutitoga novinara Kylea, koji se osjeća rezigniranim jer je njegov prijatelj poginuo snimajući rat u Hrvatskoj, ali mu nitko nije htio otkupiti fotografije. Kako se zaoštrava situacija u SFRJ i američke postaje počinju prikazivati priloge s toga područja, Harrison odluči otići u Hrvatsku kako bi snimio što se događa. Neko vrijeme kasnije, Sarah dobije poruku da je Harrison bio u kući koja se urušila u Vukovaru te da je vjerojatno poginuo. Međutim, gledajući snimke iz Vukovara, njoj se učini da ga je vidjela živoga s leđa, kako odlazi u koloni zarobljenih ljudi, te stoga odluči otići tamo na vlastitu ruku.
Zrakoplovom sleti u Graz, potom unajmi auto i pokupi jednog Hrvata, Štimca, te krene prema Vukovaru. Međutim, na putu ih napadnu četnici te ubiju Štimca. Ona preživi te ju pokupe američki novinari, među kojima su i Kyle i Marc. Iako je oni odgovaraju od nastavka putovanja prema Vukovaru radi opasnosti, ona ih uspije nagovoriti da joj se pridruže. Kako putuju autom prema istoku Hrvatske, naiđu na nadzornu točku Hrvatske vojske u kojoj vide ubijene Hrvate. Putujući sve dublje prema neprijateljskim linijama, Sarah, Marc i Kyle prijeđu jedno brdo i potom jednu kolonu JNA koja ih začudo propusti. U Vukovaru, svjedoče masovnom uništavanju grada, arkanovcima koji ubijaju ljude i provode etničko čišćenje. Uspiju snimiti nekoliko fotografija, ali zalutali metak pogodi Kylea koji premine. Sakriju se u Vukovarsku bolnicu u kojoj Sarah pronalazi ranjena i traumatizirana Harrisona. Vukovar pada no Sarah i Harrison bivaju razmijenjeni prije Ovčare te se vrate kući u New Jersey. Godinu dana kasnije, Harrison više nije novinar i brine se za cvijeće i svoju obitelj.

## Glumci
- Andie MacDowell – Sarah Lloyd
- Adrien Brody – Kyle Morris
- Elias Koteas – Yeager Pollack
- Brendan Gleeson – Marc Stevenson
- David Strathairn – Harrison Lloyd
- Alun Armstrong – Samuel Brubeck
- Caroline Goodall – Johanna Pollack
- Diane Baker – Mary Francis
- Quinn Shephard – Margaux Lloyd
- Marie Trintignant – Cathy
- Christian Charmetant – Jeff
- Gerard Butler – Chris Kumac
- Scott Michael Anton – Cesar Lloyd

## Nagrade
Film je osvojio tri nagrade, za najbolju kinematografiju (Nicola Pecorini), najbolji film i nagradu OCIC (obje Élie Chouraqui), na Međunarodnom filmskom festivalu u San Sebastiánu. Bio je predložen i za glavnu festivalsku nagradu "Zlatnu školjku".

## Kritike
Nenad Polimac je hvalio film:
| „ | ...“Harrisonovo cvijeće” se uopće ne doima kao lažnjak. Ponajprije je to zasluga koscenaristice Isabel Ellsen, po čijoj je autobiografskoj knjizi “Vrag je u prednosti” (objavljena 1995.) film snimljen. Ratna fotografkinja (tjednik Time nazvao ju je “renesansnom ženom s kraja 20. stoljeća”) koja se proslavila snimkama s trga Tiananmen i iz Zaljevskog rata, zatekla se početkom devedesetih u Hrvatskoj, poput stotina svojih kolega (njezine fotografije uglavnom se koriste u filmu), i o svom iskustvu napisala knjigu. Kad ju je Chouraqui kontaktirao zbog filmske priče tek nadahnute njezinim spisateljskim prvijencem, ona mu je sve do zadnjeg dana snimanja bila najveći jamac autentičnosti. Neupućeni gledatelj nikad ne bi shvatio da “Harrisonovo cvijeće” nije snimljeno u Hrvatskoj, što je ponajveća pohvala Isabel Ellsen i Chouraquiju. Ne preostaje drugo nego složiti se s tvrdnjom HIP-ovaca da je “Harrisonovo cvijeće” najbolji film snimljen o ratu u Hrvatskoj...Chouraqui suvereno vlada činjenicom da je Vukovar prvi europski grad koji je nakon Drugoga svjetskog rata sravnjen do temelja i tu nema potrebe za lažnom objektivnošću i pravednom distribucijom krivnje: zna se tko ga je razrušio! Ipak, umjesto vapaja zbog onoga što se događa u Hrvatskoj, film se puno više usredotočuje na odnose koje junakinja ima s fotografima u njezinoj pratnji: svaki je na svoj način u nju zaljubljen i trpi zbog toga što je ona jedino obuzeta potragom za suprugom. Scene se doimaju žestoko i surovo, ponajprije zbog dobre Chouraquijeve režije...Dojam neusiljenosti i dokumentarističke zabilješke najveća su vrlina scena koje se odigravaju u Hrvatskoj: o američkim scenama može se imati i ne tako povoljno mišljenje, međutim, u cjelini, “Harrisonovo cvijeće” zaslužuje bar čistu četvorku. | ” |
|   | |   |

Roger Ebert filmu je dao dvije i pol od tri zvjezdice.
Maitland McDonagh iz TV Guidea film je ocijenio s tri od pet zvjezdica, uspoređujući ga s ratnim dramama Dobrodošli u Sarajevo, Ničija zemlja i dr.
Mrežna stranica filmskih kritičara Metacritic dala je prosječnu ocjenu 5,3/10 odnosno 49 bodova na temelju 31 kritike (od čega 15 pozitivnih, 12 "pomiješanih" i 4 negativne). Pozitivne kritike dali su kritičari Miami Heralda, Boston Globea, Washington Posta, Entertainment Weeklya, Chicago Tribunea, Baltimore Suna i Chicago Sun-Timesa. Pomiješane kritike dali su Wall Street Journala, Rolling Stonea i New York Posta, a negativne Los Angeles Times (Kevin Thomas, 3/10), Washington Times (Stephen Hunter, 3/10) i The New York Times (A. O. Scott, 2/10).
Damir Radić za Vijenac napisao je:
| „ | ..."Harrisonovo cvijeće" inače je prosječan film nespretne narativne strukture, dobrim dijelom troma tempa, s ponešto psihološko-fabularnih neuvjerljivosti i podosta intrigantno postavljenih motiva (npr. žena kojoj je muž daleko važniji od djece, što može podsjetiti na situaciju iz Hemingwayava Imati i nemati), koji pak ostaju posve nerazrađeni ili zaboravljeni. Najjača strana su mu autentično dočarani prizori ratnoga kaosa i zločina, iako će upućena gledatelja zasmetati neautentični detalji poput nadiranja JNA pod zastavom SR Hrvatske, ili lik hrvatskoga studenta u Parizu koji se zove, vjerovali ili ne, Ščomak izgleda poput gastarbajtera (pa u skladu s tim ima ženu i djecu u domovini) i govori hrvatski s intonacijom Albanca. Ipak, realističnost i potresnost prikazanih zločina u Vukovaru toliko je sugestivna da u vremenima kad se ratne patnje, napose one hrvatske strane, možda i prelako zaboravljaju ovaj film zaslužuje preporuku. | ” |
|   | |   |

## Ostalo
Proračun za snimanje filma iznosio je 8 milijuna američkih dolara. Ukupno je zaradio 3 033 646 dolara, od čega 867 635 samo u prvom tjednu prikazivanja, pri čemu je zauzeo osmo mjesto najgledanijih filmova u tom tjednu. Prikazivao se od 15. ožujka do 7. travnja 2002. u 398 kazališta i kinodvorana. Film je u američkim i svjetskim kinima distribuirao Universal Studios.
Tadašnja lijeva vlast u hrvatskoj na čelu s predsjednikom Vlade Ivicom Račanom nije dopustila prikazivanje filma u hrvatskim kinima. Za hrvatsku distribuciju bile su zaslužne desne političke stranke. Tradicijski se prikazuje na HRT-u na Dan sjećanja na žrtvu Vukovara, 18. studenoga.

## Vanjske poveznice
- Harrisonovo cvijeće u internetskoj bazi filmova IMDb-a
- Harrisonovo cvijeće na Rotten Tomatoes